# Eros Live
 (février 2018).
Albums de Eros Ramazzotti
Eros
(1997) Stilelibero
(2000)
Singles
1. That's All I Need to Know - Difenderò
Sortie : 1998

Eros Live est un album live du chanteur et musicien pop rock italien Eros Ramazzotti, sorti en octobre 1998.
Les prestations scéniques sont enregistrées lors de sa tournée internationale, débutée en février 1998, et incluent un duo avec Tina Turner sur le morceau Cose della vita (Can't Stop Thinking of You) et celui avec Joe Cocker sur le titre Difenderò (That's All I Need to Know)  (chanté à l'occasion de la représentation de Munich).

## Liste des titres
| 1.    | Io amerò                                                       | 2:43  |
| 2.    | Un'altra te                                                    | 4:57  |
| 3.    | Solo con te                                                    | 2:23  |
| 4.    | L'uragano Meri                                                 | 4:55  |
| 5.    | Cuori agitati                                                  | 4:16  |
| 6.    | Un cuore con le ali                                            | 3:55  |
| 7.    | That's All I Need to Know / Difenderò (con Joe Cocker)         | 4:36  |
| 8.    | Cuánto amor me das                                             | 4:19  |
| 9.    | Lei però                                                       | 5:07  |
| 10.   | Stella gemella                                                 | 5:07  |
| 11.   | Cose della vita / Can't Stop Thinking of You (con Tina Turner) | 5:06  |
| 12.   | La cosa más bella                                              | 4:45  |
| 13.   | Adesso tu                                                      | 3:27  |
| 14.   | Dove c'è musica                                                | 4:49  |
| 15.   | Senza perderci di vista                                        | 13:17 |
| 73:42 |                                                                |       |

## Crédits
| - Eros Ramazzotti : chant - Flavio Scopaz : basse - Don Kirkpatrick, Paul Warren : guitare électrique - Claudio Guidetti, James Ralston : guitare - Alfredo Golino : batterie - Luca Scarpa : claviers - Chris Stainton : piano - Steve Grove : saxophone - Emanuela Cortesi, Monica Magnani, Stefano De Maco : chœurs | - Production : Eros Ramazzotti - Producteur délégué : Radiorama - Ingénierie : Maurizio Maggi - Mastering : Antonio Baglio - Mixage : Alberto Bonardi - Enregistrement : Maurizio Maggi assisté de Vincent Perreux - Photographie : Vincenzo Lo Sasso - Design : Studio Prodesign |

## Certifications
| Région                                                                                                 | Certification | Ventes/Streams |
| --- | ------------- | -------------- |
| Allemagne (BM)                                                                                         | Or            | 150 000^       |
| Autriche (IFPI)                                                                                        | Or            | 7 500x         |
| Belgique (BEA)                                                                                         | Or            | 15 000*        |
| Brésil (ABPD)                                                                                          | Or            | 20 000*        |
| France (SNEP)                                                                                          | Or            | 100 000*       |
| Suisse (IFPI)                                                                                          | Platine       | 25 000x        |
| Résumé                                                                                                 |               |                |
| Europe (IFPI)                                                                                          | Platine       | 1 000 000*     |
| *Ventes selon la certification ^Mise en rayon selon la certification xNon précisé par la certification |               |                |